# Pibor (Gebiet)
Die Greater Pibor Administrative Area (deutsch Verwaltungsgebiet Größeres Pibor) ist ein Verwaltungsgebiet im Südsudan, das zwischen dem 2. Oktober 2015 und dem 22. Februar 2020 Teil des Bundesstaats Boma war.

## Geschichte
Seit Beginn der südsudanesischen Unabhängigkeit strebten die Anyuak, Jie, Kachepo und Murle in Jonglei nach größerer Autonomie gegenüber der von Nuer und Dinka dominierten Regierung des Bundesstaates Jonglei. Die daraus resultierenden bewaffneten Aufstände gegen die Regierung des Südsudan, die zunächst verstreut waren, schlossen sich zur South Sudan Democratic Movement/Army (SSDM/A) zusammen, die schließlich von David Yau Yau und seiner Fraktion dominiert wurde. Die Friedensverhandlungen im Frühjahr 2014 führten zu einem Kompromiss, der die beiden Bezirke Pibor und Pochalla innerhalb des Bundesstaates Jonglei abtrennte, um die neue halbautonome Greater Pibor Administrative Area zu schaffen.
Das Sonderverwaltungsgebiet wurde nach der Schaffung des Staates Boma im Jahr 2015 aufgelöst. Infolge eines im Februar 2020 unterzeichneten Friedensabkommens wurde der Bundesstaat Boma aufgelöst und Pibor als Sonderverwaltungsgebiet wiederhergestellt.

## Geografie
Pibor liegt im nördlichen Teil des Südsudan und hat seinen Verwaltungssitz in der gleichnamigen Stadt Pibor. Das Gebiet grenzt an den Nachbarstaat Äthiopien.